# Cirrochroa malaya
Cirrochroa malaya är en fjärilsart som beskrevs av Felder 1860. Cirrochroa malaya ingår i släktet Cirrochroa och familjen praktfjärilar. Inga underarter finns listade i Catalogue of Life.

## Bildgalleri

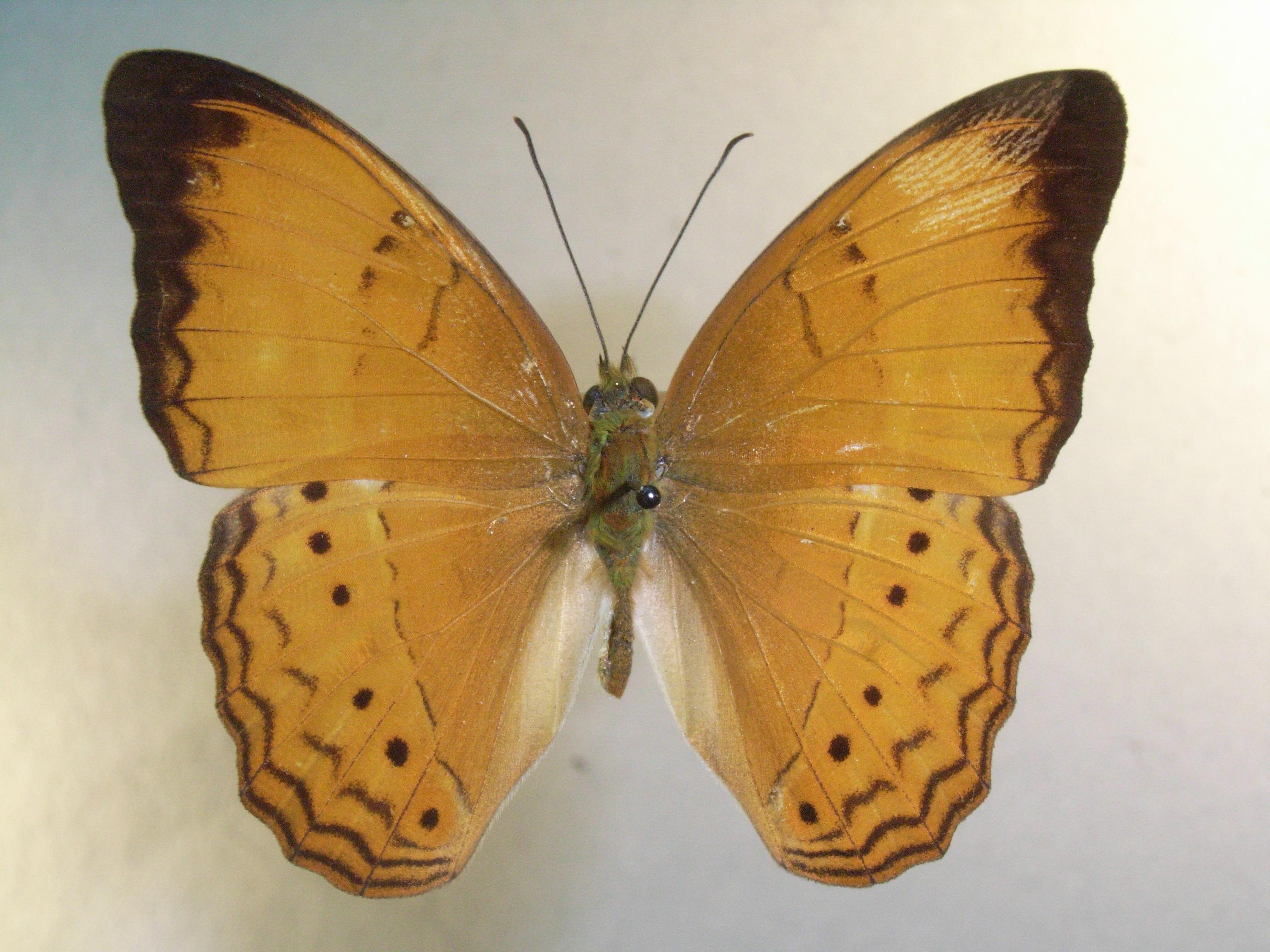
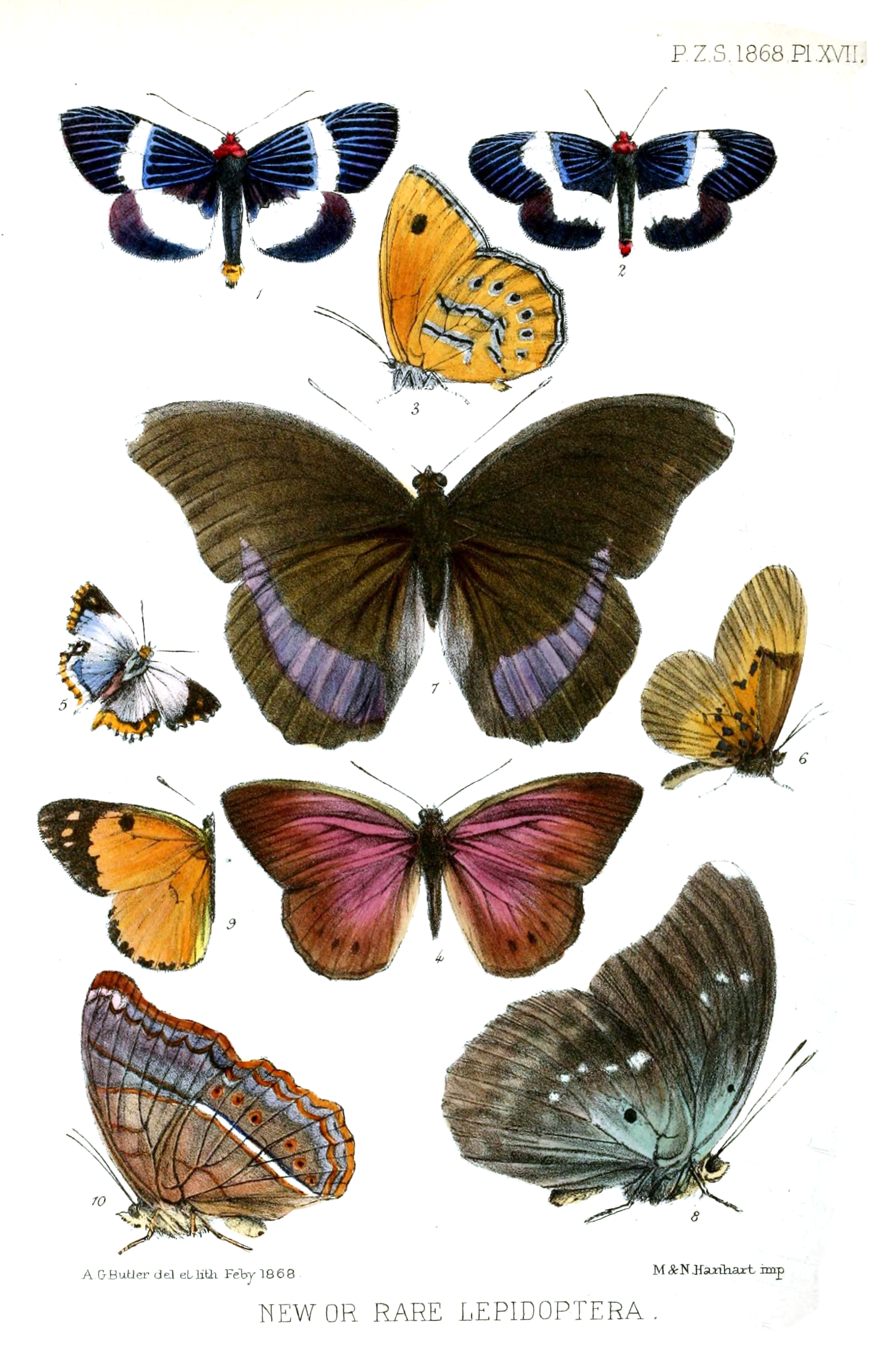